# Notting Hill

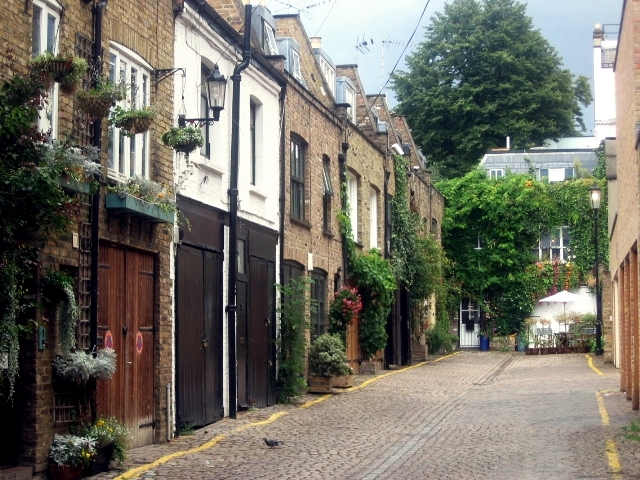
Notting Hill

Notting Hill é um bairro do distrito de Kensington e Chelsea, em Londres, na Inglaterra. Localiza-se na região centro-oeste da cidade, próximo à beira norte do Hyde Park.

## Descrição
Notting Hill é um dos mais charmosos e típicos bairros residenciais de Londres. Possui muitas casas no estilo vitoriano. Chama a atenção pela limpeza, fácil acesso e pelo estilo das pessoas que, lá, vivem. Aos sábados, acontece a feira de antiguidades, artesanato e alimentação em Portobello Road. O bairro também é conhecido por sediar o Carnaval de Notting Hill, que foi criado em 1964 pela numerosa comunidade jamaicana que vive no bairro. O bairro ficou internacionalmente conhecido por ter sido o cenário do filme Notting Hill (1999).